# Trzy kolory. Niebieski
Trzy kolory. Niebieski (fr. Trois couleurs: Bleu) – film psychologiczny z 1993 roku w reżyserii Krzysztofa Kieślowskiego, zrealizowany w koprodukcji francusko-polsko-szwajcarskiej na podstawie scenariusza napisanego przez reżysera wspólnie z Krzysztofem Piesiewiczem. Niebieski jest pierwszą częścią trylogii Trzy kolory, w skład której wchodzą także Trzy kolory. Biały (1993) oraz Trzy kolory. Czerwony (1994). Tytułowe trzy kolory nawiązują do barw francuskiej flagi i haseł rewolucji francuskiej: wolności, równości, braterstwa.
Bohaterką Niebieskiego jest młoda kobieta, Julie de Courcy (Juliette Binoche), która traci w wypadku samochodowym swoją pięcioletnią córkę Annę oraz męża-kompozytora, Patrice’a de Courcy (Huques Quester). Po wypadku Julie stara się unikać wszelkich bodźców, które przypominają jej o tragedii. Jednakże gdy dowiaduje się o tym, że mąż zdradzał ją z kochanką spodziewającą się dziecka, decyduje się przejąć ponownie odpowiedzialność za swoje życie i dokończyć dzieło muzyczne Patrice’a.
Niebieski został przeważnie przychylnie przyjęty przez krytyków. Z pochwałami spotkały się ścieżka dźwiękowa Zbigniewa Preisnera oraz utrzymane w niebieskiej kolorystyce zdjęcia Sławomira Idziaka, lecz film Kieślowskiego i Piesiewicza niektórym krytykom wydawał się wyrachowany w swoim pomyśle wyjściowym. Niebieski pomimo krytycznych uwag zdobył szereg nagród i wyróżnień, w tym Złotego Lwa na 50. MFF w Wenecji oraz Złotą Kaczkę przyznawaną przez czytelników pisma „Film”. Na całym świecie w ciągu dziesięciu miesięcy od premiery film obejrzało 5 milionów widzów.

## Opis fabuły
Młoda kobieta, Julie, traci w wypadku samochodowym swego męża Patrice’a de Courcy i jedyną córkę Annę. Jej mąż przed śmiercią komponował utwór muzyczny na cześć jednoczącej się Europy. Pogrążona w rozpaczy Julie próbuje popełnić samobójstwo przedawkowując tabletki, jednak nie jest w stanie ich połknąć. Po wyjściu ze szpitala Julie, która prawdopodobnie pomogła w napisaniu wielu słynnych dzieł męża, niszczy resztki jego twórczości. Opróżnia dom, w którym mieszkała z mężem i córką i wystawia go na sprzedaż. 
Przenosi się do mieszkania w Paryżu przy Rue Mouffetard, nie informując nikogo o swoim nowym adresie zamieszkania. Zmienia też nazwisko na Julie Vignon. Jej jedyną pamiątką z poprzedniego domu jest abażur wykonany z niebieskich szklanych kulek, który wcześniej wisiał w pokoju jej córki Anny. Kontaktuje się z zakochanym w niej współpracownikiem męża Olivierem, który zawsze ją podziwiał, spędza z nim noc, ale odchodzi bez pożegnania. 
Julie postanawia żyć z dnia na dzień: chodzi do kawiarni, pływa w basenie, nie spotyka się z nikim z jej wcześniejszego życia. Odwiedza jedynie w domu opieki swoją matkę, która cierpi na Alzheimera i jej nie rozpoznaje. Jednakże nie chce się angażować i próbuje zapomnieć o traumatycznym wydarzeniu. Zawiera też znajomość z Lucille, tancerką erotyczną, która jest jej nową sąsiadką. Obie kobiety wspierają się emocjonalnie. Pocieszając Lucille w klubie, w którym pracuje, Julie widzi w ekranie telewizora, Oliviera, który udziela wywiadu, ujawniając, że zachował kopię utworu, który komponował jej mąż i że planuje sam go dokończyć. Julie następnie widzi zdjęcie Patrice z inną kobietą. Kontaktuje się z Olivierem i rozmawia z nim na temat komponowanego utworu, pyta go również o kobietę widzianą z Patricem. Tropi Sandrine, prawniczkę i kochankę Patrice’a, dowiadując się, że jeszcze przed wypadkiem zaszła z nim w ciążę. Julie spotyka się z nią i podejmuje decyzję o przekazaniu jej dom, który był bliski sprzedaży. Jednocześnie decyduje się dokończyć dzieło swojego męża wspólnie z Olivierem. 
Film kończy utrzymana w błękitnej kolorystyce, sześciominutowa sekwencja z akompaniamentem dokończonego hymnu, ukazująca dalsze losy najważniejszych bohaterów. W ostatnim ujęciu kamera zatrzymuje się na oczach Oliviera, w których odbija się twarz płaczącej ze szczęścia Julie.

## Obsada
Źródło: Internetowa Baza Filmu Polskiego
- Juliette Binoche – Julie Vignon-de Courcy
- Benoît Régent – Olivier Benoit
- Charlotte Very – Lucille
- Emmanuelle Riva – matka Julie
- Florence Pernell – Sandrine
- Helen Vincent – dziennikarka
- Guillaume De Tonquédec – Serge

## Produkcja

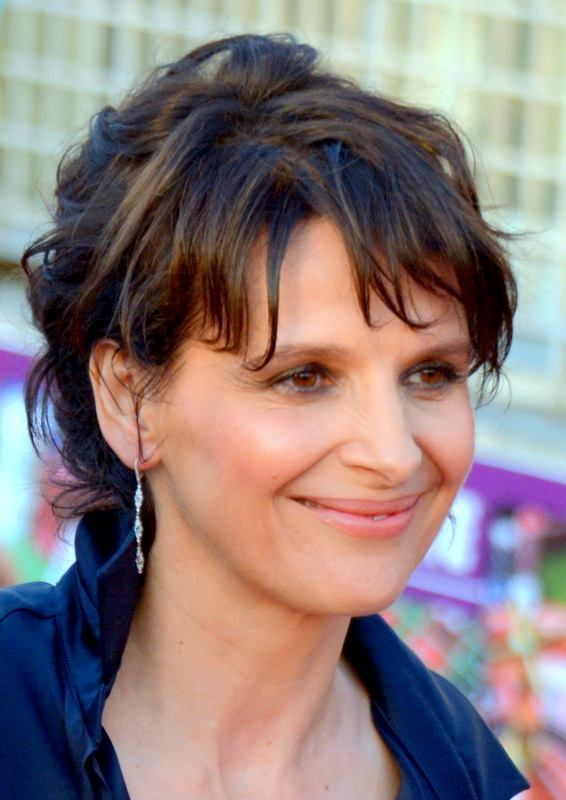
Juliette Binoche, odtwórczyni głównej roli

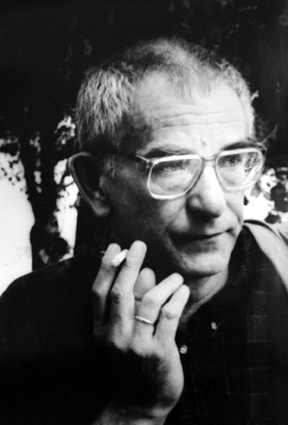
Krzysztof Kieślowski, reżyser filmu

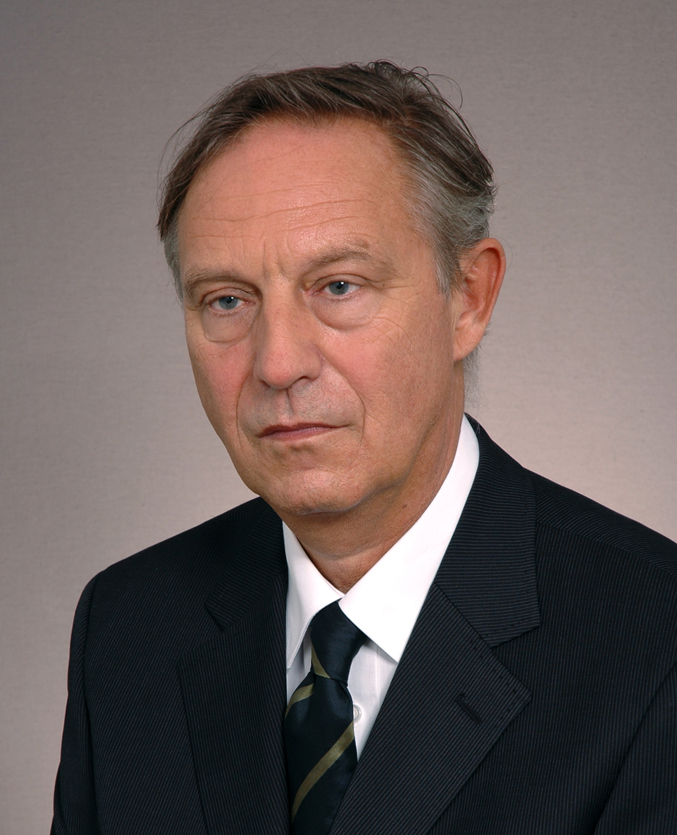
Krzysztof Piesiewicz, współscenarzysta filmu (2005)

Nakręciwszy we Francji Podwójne życie Weroniki (1991), Krzysztof Kieślowski napisał wraz z Krzysztofem Piesiewiczem rozpisany na trzy części scenariusz trylogii Trzy kolory. Pomysł na trylogię wyszedł od Piesiewicza, który oparł ją na trzech hasłach rewolucji francuskiej: wolności, równości, braterstwie. Jak twierdził Kieślowski, Niebieski miał stanowić polemikę z hasłem wolności. Jak wynika jednak z części wywiadów, Kieślowski w przeciwieństwie do Piesiewicza nie przywiązywał szczególnej uwagi do haseł rewolucyjnych, a pierwsza część trylogii nosiła tytuł Niebieski po prostu dlatego, że na fladze francuskiej jako pierwszy widnieje kolor niebieski.
W przeciwieństwie do Dekalogu, którego poszczególne części się ze sobą zazębiały, Trzy kolory cechuje jednak – poza wspólnym tematem – znacznie mniejszy wzajemny związek. Niebieski, jako pierwsza część trylogii, miał zostać w całości nakręcony we Francji. Początkowo Kieślowski planował, że główna bohaterka wyjeżdża po śmierci bliskich z Paryża do prowincji, z dala od ludzi. W ostatecznej wersji filmu jednak Julie wyjeżdża z domu na prowincji do stolicy Francji, aby „zginąć w tłumie. W mieście, wśród ludzi można osiągnąć kompletną anonimowość”. Początkowo jako odtwórczynię roli Julie Kieślowski zamierzał zaangażować Isabelle Huppert, ale zobaczywszy występ tejże w źle przezeń przyjętym filmie Malina Wernera Schroetera, zdecydował się obsadzić w głównej roli Juliette Binoche.
Produkcją filmu zarządzał Marin Karmitz, który zdaniem Kieślowskiego miał znacznie większe doświadczenie w branży aniżeli Leonardo de la Fuente, producent Podwójnego życia Weroniki. Karmitz z entuzjazmem przyjął wstępny projekt filmu (oraz całej trylogii), twierdząc, iż „Kristoff to najpiękniejsza przygoda mojego życia”. Znaczną część ekipy filmowej stanowili Francuzi. Kieślowski, nie znając dobrze francuskiego, komunikował się z ekipą za pośrednictwem tłumacza Romana Grena. Operatorem Niebieskiego był Sławomir Idziak, choć początkowo kręceniem zdjęć do pierwszej części trylogii miał zająć się Piotr Sobociński. Przy kręceniu Niebieskiego zastosowano cztery ściemnienia kadru, które oddzielają od siebie cztery miesiące z życia głównej bohaterki. Cechą charakterystyczną filmu miała być również kolorystyka nawiązująca do tytułu. Jak wyjaśniał Idziak: „Niebieski, który mamy, jest silny, agresywny, sztuczny... co nie ma nic wspólnego z naturalnym błękitem, który znajduje się w pobliżu”. Jako jeden z kluczowych plenerów do Niebieskiego wybrano paryską ulicę Mouffetard, z której można było sfotografować cztery strony miasta. Wprawdzie roboczy materiał zdjęciowy Idziak skwitował jako najgorszy film, jaki widział, lecz po dwumiesięcznej postprodukcji dostrzegł w swoich zdjęciach „coś, co ludzie powszechnie uwielbiają”.
Muzykę do Niebieskiego skomponował Zbigniew Preisner, a ścieżka dźwiękowa odegrała ważną rolę przy procesie tworzenia fabuły. Kieślowski twierdził, że „w pewnym sensie jest to film o muzyce, o jej tworzeniu, o pracy nad nią”. Preisner dobrze oceniał współpracę z Kieślowskim: „Powiedział od razu, czego potrzebuje. Napisałem muzykę od razu, a kiedy zaczął kręcić, miał wszystko, temat, piosenki, koncert... Kręcąc film, wiedział dokładnie, co zrobimy i jakie emocje stworzy muzyka”. Charakterystyczny dla Niebieskiego motyw muzyczny „marszu śmierci” Preisner skomponował pod pseudonimem Van Der Budenmayer. Ów motyw cechuje się dużymi skokowymi interwałami muzycznymi, użyciem wysokiego kobiecego głosu sopranistki Elżbiety Towarnickiej oraz wykorzystaniem brzmień fortepianowych. W filmie – pomimo że obraca się on wokół tematu muzyki – ścieżka muzyczna odtwarzana jest w oderwaniu od świata przedstawionego (jest niediegetyczna), w dużej mierze więc sugerowana jest jako wyraz przeżyć samej Julii, niejako grana w jej myślach.
Niebieski został zgłoszony jako polski kandydat do Oscara dla najlepszego filmu nieanglojęzycznego, jednak komisja go zdyskwalifikowała ze względów formalnych, ponieważ film miał być „zbyt francuski”.

### Wydanie
W 1998 roku Trzy kolory. Niebieski ukazał się w Polsce na kasetach VHS, nakładem dystrybutora Best Film. Rok później w Polsce pojawiła się wersja filmu na DVD. W 2011 roku Criterion Collection wydała odrestaurowaną cyfrowo wersję na płytę Blu-Ray, w której zamieszczone zostały następujące materiały dodatkowe: wideoesej filmoznawczyni Annette Insdorf, wywiad ze Zbigniewem Preisnerem, komentarz Juliette Binoche do wybranych scen z filmu, programy telewizyjne Reflections on Blue oraz Kieslowski: The Early Years, film dokumentalny Tramwaj oraz pierwotny zwiastun kinowy. W 2018 roku Best Film opublikował wydanie kolekcjonerskie zawierające 47 odrestaurowanych cyfrowo filmów Kieślowskiego, wśród których znalazł się Niebieski.

## Odbiór
Niebieski odniósł wielki sukces festiwalowy i frekwencyjny. W dniu premiery w samym Paryżu film obejrzało 14 672 widzów, a w ciągu pierwszego tygodnia w całej Francji – 155 941 widzów. W ciągu dziesięciu pierwszych miesięcy od premiery na całym świecie film obejrzało 5 milionów widzów.
Hal Hinson w recenzji dla „Washington Post” stwierdzał, że „dla Kieślowskiego subtelność jest religią. Podpowiada on lub sugeruje – żeby powstrzymać się od wykładania kart na stół” . Harlan Kennedy ocenił Niebieski jako „arcydzieło”, nazywając reżysera „wielkim prestidigitatorem współczesnego kina: humanistą przebranym za mizantropa, czarnym magikiem, który wyciąga uśmiechniętego białego królika z kapelusza właśnie wtedy, gdy wzywasz egzorcystę”. David Sterritt dla pisma „Cinéaste” pisał, iż „metafizyka Kieślowskiego jest raczej humanistyczna i psychologiczna niż doktrynalna czy teologiczna”. Dave Kehr z „Film Comment” zauważył, iż odpowiedzialny za zdjęcia Sławomir Idziak „fotografuje z tak płytką głębią ostrości, tak precyzyjną ogniskową, że jego obiektyw ledwo trzyma w zasięgu wzroku pojedynczy, mały obiekt”. Vincent Amiel z „Positif” zauważył, iż film Kieślowskiego podkreśla „pośrednictwo obrazu, jego iluzoryczną jakość”. Lisa Nesselson z magazynu „Variety” szczególnie chwaliła muzykę Zbigniewa Preisnera, „której grzmiące akordy przywołują pamięć, utratę i nikczemną obietnicę jedności europejskiej”, a jednocześnie „jest postacią samą w sobie, nadrabiającą ekspresyjnie to, czego milczącej Julii wydaje się brakować” . Jednocześnie Nesselson stwierdziła, że tak, jak w Podwójnym życiu Weroniki, „francuskie postacie Kieślowskiego są ikonami rozwodnionymi w porównaniu z ich polskimi odpowiednikami” . Tadeusz Sobolewski dla „Gazety Wyborczej” pisał, że Niebieski traktuje o pustce egzystencjalnej, z jaką mierzą się wszyscy bohaterowie filmu: „zapełniają tę pustkę religią, sztuką, seksem. Ona jednak istnieje. O tym jest ten film”.
Dla odmiany Vincent Ostria z wrogiego Kieślowskiemu „Cahiers du cinéma” atakował film za „kicz” i „pompatyczność”, oskarżając reżysera o skrojenie filmu pod potrzeby Europejskiej Wspólnoty Gospodarczej. Milena Michalski z pisma „The Slavonic and East European Review” stwierdziła, iż „film jest niewątpliwie silnie oddziałujący i piękny, ale to, do czego przyzwyczailiśmy się w Dekalogu i Podwójnym życiu Weroniki, zaczyna sprawiać wrażenie wymyślonego, pozostawiając widza równie silnie zmanipulowanym, jak poruszonym”. Adam Mars-Jones z „The Independent” wyrokował, iż „większość widzów Niebieskiego będzie zbyt zajęta próbą podążania za fabułą, jakkolwiek lekką, aby poczuć, że w jakikolwiek sposób zmagają się z dziedzictwem rewolucji francuskiej” . Derek Malcolm z „The Guardiana” twierdził, iż „film jest niemal całkowicie schematyczny i to go osłabia. Tym, co go wzmacnia, jest czysta emocjonalna siła jego tworzenia” . Jednocześnie chwalił występ Binoche jako „głębszy i silniejszy aniżeli wszystko, co nam ofiarowała” . Jean Beaulieu miał wrażenie, iż „całość przypomina jednak ćwiczenie w stylu, jak w przypadku jego [Kieślowskiego] poprzedniego filmu”. Beaulieu pisał dalej, że „choć Kieślowskiemu udaje się zgłębić duszę bohaterki tam, gdzie większość filmowców zawodzi, jego film, wypełniony błękitnym monochromatycznym światłem, emanuje pewnym chłodem”. Zdaniem francuskiego krytyka wynika on z faktu, że „autor opiera się z jednej strony na abstrakcyjnym i eliptycznym wprowadzeniu tragicznej sytuacji, by sympatyzować z nieszczęściem swojej bohaterki, a z drugiej strony na narracji skonstruowanej w (zbyt?) sztywny, a nawet nużący sposób”. Najbardziej zjadliwą recenzję filmu napisał Vincent Canby z „The New York Timesa”, wyrażając opinię, iż „Niebieski nie uwiedzie widza swoimi skomplikowanymi, muzycznie formalnymi aranżacjami. Narracja jest zbyt kosztowna i absurdalna. Interpretacja, której wymaga, wydaje się dyletancka” .

## Analizy i interpretacje
Steven Woodward w szczegółowej analizie filmu zwrócił uwagę na niekonwencjonalność, z jaką Kieślowski traktuje tytułowy kolor pod względem wyrażanej przezeń symboliki. Woodward zauważył, iż w scenie szpitalnej, „biorąc pod uwagę skojarzenie niebieskiego światła i muzyki pogrzebowej, niebieski wydaje się mieścić w sobie konwencjonalny sens żałoby i depresji”. Jednakże akompaniament muzyczny podkreśla narastającą walkę Julie z melodią, która przypomina jej o uczuciu żałoby; symbolika koloru niebieskiego łączona jest z takimi rekwizytami, jak wypełniony wodą basen, w którym zanurza się bohaterka, by zagłuszyć dźwięk kompozycji swojego męża. Tyle że melodia „wciąż płynie”, a uczucie żałoby nie daje się zagłuszyć, w związku z czym Julie poddaje się mu w finałowej sekwencji utrzymanej w błękitnej kolorystyce.
Slavoj Žižek zauważył, że hasło „wolność, równość, braterstwo” wykorzystane w trylogii Trzy kolory nie może być oderwane od chrześcijańskich cnót teologalnych – wiary, nadziei i miłości. Zdaniem Žižka Niebieski wiąże ze sobą wolność oraz miłość; „wolność jest prawdziwym wyzwoleniem tylko wtedy, gdy wspiera ją Miłość, kochająca akceptacja innych (w Niebieskim Julie przechodzi drogę od zimnej, abstrakcyjnej wolności do rzeczywistej wolności kochania innych)”. Owa Miłość jednak nabiera specyficznego wymiaru, gdyż finałowy „akt seksualny, podczas którego dochodzi do olśnienia Julii, jest inscenizowany jako jej własna samotna fantazja, wydarzenie przypominające sen, które tak naprawdę nie wiąże się z kontaktem z inną osobą”. Słoweński psychoanalityk stwierdzał zarazem, iż Julie przez długi czas fetyszyzuje wyidealizowaną pamięć o mężu, zaburzoną przez wiadomość o zdradzie małżeńskiej. Niebieski więc, według Žižka, „nie jest filmem o żałobie, ale o stwarzaniu warunków do żałoby: dopiero w ostatnim ujęciu filmu Julie może wszcząć przepracowanie żałoby”.
Emma Wilson analizowała Niebieski jako postmodernistyczne dzieło sztuki, odzwierciedlające treść koncepcji filozoficznej Frederica Jamesona. Zdaniem Wilson, „film kwestionuje potencjał swojego medium i pokazuje, w jaki sposób sugestywna moc […] obrazów cierpienia została wyparta”. Paul Coates stwierdził, iż Niebieski „zapowiada kształt trylogii w jej trzyczęściowym schemacie, od pierwotnej przemocy – przemocy wiążącej się z wszelkimi narodzinami – do finału, jakim jest miłość; przemoc i miłość elegancko zamykają pustkę i nijakość krępującą Julie”.

## Nagrody
| Rok  | Festiwal/instytucja                                                                               | Nagroda                               | Odbiorca                               |
| ---- | ------------------------------------------------------------------------------------------------- | ------------------------------------- | -------------------------------------- |
| 1993 | 50. MFF w Wenecji                                                                                 | Złoty Lew                             | Krzysztof Kieślowski                   |
| 1993 | 50. MFF w Wenecji                                                                                 | Nagroda za zdjęcia                    | Sławomir Idziak                        |
| 1993 | 50. MFF w Wenecji                                                                                 | Nagroda Katolickiego Biura Filmowego  | Krzysztof Kieślowski                   |
| 1993 | Stowarzyszenie Krytyków Filmowych w Los Angeles                                                   | Nagroda za muzykę                     | Zbigniew Preisner                      |
| 1993 | Pismo „Film”                                                                                      | Złota Kaczka                          | Krzysztof Kieślowski                   |
| 1994 | Francuska Akademia Sztuki Filmowej                                                                | Cezar za montaż                       | Jacques Witta                          |
| 1994 | Francuska Akademia Sztuki Filmowej                                                                | Cezar za udźwiękowienie               | Jean-Claude Laureux William Flageollet |
| 1994 | Francuska Akademia Sztuki Filmowej                                                                | Cezar za pierwszoplanową rolę kobiecą | Juliette Binoche                       |
| 1994 | Tarnowska Nagroda Filmowa                                                                         | Wyróżnienie pozaregulaminowe          | Zbigniew Preisner                      |
| 1994 | Tarnowska Nagroda Filmowa                                                                         | Nagroda publiczności                  | Krzysztof Kieślowski                   |
| 1994 | Turia (nagroda kulturalna hiszpańska, sponsorowana przez urząd administracji lokalnej w Walencji) | Najlepszy film zagraniczny            | Krzysztof Kieślowski                   |

## Ścieżka dźwiękowa
Nagrania ukazały się w 1993 roku nakładem wytwórni muzycznej Virgin. Kompozycje zostały zarejestrowane w warszawskim Studio S-4. W 1996 roku płyta uzyskała w Polsce certyfikat platynowej.
Lista utworów
Opracowano na podstawie materiału źródłowego.
1. „Song For The Unification Of Europe (Patrice’s Version)” – 5:13
2. „Van Den Budenmayer – Funeral Music (Winds)” – 2:02
3. „Julie – Glimpses Of Burial” – 0:30
4. „Reprise – First Appearance” – 0:34
5. „The Battle Of Carnival And Lent” – 0:56
6. „Reprise – Julie With Olivier” – 0:49
7. „Ellipsis 1" – 0:20
8. „First Flute” – 0:50
9. „Julie – In Her Own Apartment” – 1:45
10. „Reprise – Julie On The Stairs” – 1:05
11. „Second Flute” – 1:16
12. „Ellipsis 2" – 0:20
13. „Van Den Budenmayer – Funeral Music (Organ)” – 1:59
14. „Van Den Budenmayer – Funeral Music (Full Orchestra)” – 1:47
15. „The Battle Of Carnival And Lent II” – 0:42
16. „Reprise – Flute (Closing Credits Version)” – 2:19
17. „Ellipsis 3" – 0:22
18. „Olivier’s Theme – Piano” – 0:36
19. „Olivier And Julie – Trial Composition” – 2:01
20. „Olivier’s Theme – Finale” – 1:38
21. „Bolero – Trailer For „Red” Film” – 1:08
22. „Song For The Unification Of Europe (Julie’s Version) (Film)” – 6:48
23. „Closing Credits” – 2:04
24. „Reprise – Organ” – 1:09
25. „Bolero – „Red” Film” – 1:28